# Alexandra Leclère
Alexandra Leclère est une réalisatrice, scénariste et dialoguiste française.
Elle commence une carrière de chanteuse dans les années 1980, d'abord sous le nom d'Alexa Leclère en 1985 en signant un contrat chez Carrère, et sortant le 45 tours Avec toi, contre toi adaptation française du tube You're my heart, you're my soul de Modern Talking. Toujours sous ce nom, elle sort en 1986 le single Berline d'enfer. Puis, en 1987, cette fois sous le nom d'Alexa Colère, le single Répertoire. Puis sous le nom d'Alex.

## Filmographie
Son court métrage Bouche à bouche remporta le deuxième prix du jury au festival organisé par l'association « Cinéma au parfum de Grasse » en 2003.

### Réalisatrice et scénariste
- 2002 : Bouche à bouche (court métrage)
- 2004 : Les Sœurs fâchées
- 2007 : Le Prix à payer
- 2012 : Maman
- 2015 : Le Grand Partage
- 2017 : Garde alternée
- 2021 : Mes très chers enfants
- 2024 : Les Boules de Noël

## Distinctions

### Récompenses
- 2003 : Prix d'Argent au Festival de Grasse pour Bouche à bouche.
- 2003 : Prix spécial du jury au Festival de Belo Horizonte (Brésil) pour Bouche à bouche.
- 2007 : Mention ours de bronze au Festival des Nations d'Ebensee (Autriche) pour Bouche à bouche.

### Nominations et sélections
- 2003 : Nomination au Festival Message To Man (Saint-Pétersbourg) pour Bouche à bouche.
- 2003 : Sélection au Festival de São Paulo (Brésil) pour Bouche à bouche.
- 2003 : Sélection au Festival de Ismaïlia (Égypte) pour Bouche à bouche.
- 2003 : Nomination au Festival international du film de Mannheim-Heidelberg (Allemagne) pour Bouche à bouche.
- 2003 : Sélection au Festival Dakino de Bucarest (Roumanie) pour Bouche à bouche.
- 2004 : Nomination au City of Lights, City of Angels (Hollywood) pour Bouche à bouche.
- 2005 : Sélection au Festival de Munich (Allemagne) pour Les Sœurs fâchées.
- 2005 : Nomination au Festival de Richmond pour Les Sœurs fâchées.
- 2007 : Nomination au Festival de Huesca (Espagne) pour Bouche à bouche.
- 2012 : Nomination au Festival In French with English subtitles de New York pour Maman.